# Erämaan Viimeinen
Erämaan Viimeinen – singel zespołu Nightwish wydany 5 grudnia 2007 roku. Piosenka to ten sam instrumentalny utwór „Last of the Wilds” z albumu Dark Passion Play, lecz z fińskimi słowami i śpiewem wokalistki zespołu Indica, ponieważ Anette Olzon jako Szwedka nie znała dość dobrze języka fińskiego.

## Lista utworów
1. "Erämaan Viimeinen"
2. "Erämaan Viimeinen (instrumental version)"